# Élections européennes de 1994 au Danemark
Les élections européennes se sont déroulées le 9 juin 1994 au Danemark pour désigner les 16 députés européens au Parlement européen, pour la législature 1994-1999.

## Résultats
| Partis et coalitions | Partis et coalitions                          | Voix    | %     | Sièges | Groupe |
| -------------------- | --------------------------------------------- | ------- | ----- | ------ | ------ |
|                      | Parti libéral                                 | 394 362 | 18,96 | 4      | ELDR   |
|                      | Parti populaire conservateur                  | 368 890 | 17,74 | 3      | PPE    |
|                      | Social-démocratie                             | 329 202 | 15,83 | 3      | PSE    |
|                      | Mouvement de juin                             | 316 687 | 15,23 | 2      | EDN    |
|                      | Mouvement populaire contre l'Union européenne | 214 735 | 10,32 | 2      | EDN    |
|                      | Parti populaire socialiste                    | 140 053 | 7,11  | 1      | Verts  |
|                      | Parti social-libéral danois                   | 176 480 | 8,48  | 1      | ELDR   |